# Michael von Cereteli
Le prince Michael von Cereteli, parfois Zereteli (ou Tseretheli en français), né Mikhaïl Guéorguévitch Tsereteli (en géorgien : მიხეილ წერეთელი, en russe : Михаил Георгиевич Церетели) dans l'Empire russe, le 23 décembre 1878, au village de Tskhroukveti, dans le gouvernement de Koutaïssi, au sud-ouest de la Géorgie actuelle (en Imérétie), et mort le 2 mars 1965 à Munich (République fédérale allemande), est un aristocrate géorgien qui fut diplomate après la brève indépendance de son pays à la chute de l'Empire russe. Réfugié en Allemagne, il prit la nationalité allemande et publia - surtout en allemand - de nombreux ouvrages historiques et sociologiques sur les pays du Caucase et l'histoire de la Géorgie.

## Biographie
Le prince Cereteli termine ses études d'histoire en 1911 à l'université de Heidelberg et défend sa thèse de doctorat en 1913. C'est un germanophile convaincu, hostile à l'Empire russe. Il ne combat pas dans les troupes russes, pendant la Première Guerre mondiale, car la Russie est engagée aux côtés des Alliés contre l'Empire allemand. Il demeure donc à Berlin jusqu'en 1918, où il enseigne en tant que professeur extraordinaire à l'université Frédéric-Guillaume. Parallèlement il appartient secrètement au « comité pour l'indépendance de la Géorgie » (1914-1917), dont il préside le comité pour l'Allemagne et rejoint secrètement la Géorgie pour participer à des entretiens avec le chef menchevik géorgien, Noé Jordania.
Lorsque la république démocratique de Géorgie se forme en 1918, des suites de la guerre civile russe et de la fin de la Première Guerre mondiale, le prince est nommé ambassadeur de cette nouvelle république en Suède et en Norvège. Quelques mois plus tard, il retourne en 1919 en Géorgie en qualité de professeur à la toute nouvelle université de Tbilissi. Après l'invasion soviétique de la Géorgie en mars 1921, le prince émigre à Bruxelles (1921-1933), puis en Allemagne, où il est professeur à l'université de Berlin de 1933 à 1945. Il appartient au comité national géorgien de Berlin sous le régime du Troisième Reich qui ambitionne d'enlever le Caucase aux Soviétiques. Il fait partie au début des années 1940 du comité scientifique éditorial d'un ouvrage intitulé Völker, Volksgruppen und Volksstämme auf dem ehemaligen Gebiet der Sowjetunion. Geschichte, Verbreitung, Rasse, Bekenntnis, (Peuples, groupes ethniques et tribus de l'ancien territoire de l'Union soviétique : histoire, développement, races et culture), avec notamment Erhard Wetzel, Gerhard von Mende et Olaf Hansen. Cet ouvrage est édité par le Bureau pour la race et le peuplement (chapeauté par les SS) et l'Institut für Grenz- und Auslandsstudien. Le but de ces études est de prouver que les peuples établis dans l'« ancien espace soviétique » sont voués à se fondre dans des peuples plus forts et plus « modernes ». En fait il s'agit d'éliminer les Soviétiques et de prouver que leurs soutiens ethniques sont incapables d'affronter la modernité.
Cereteli se rend parfois à Paris pour collaborer aux Études de kartvélologie (études de la langue et de la culture géorgiennes) dont il fait partie du comité éditorial.
Il s'installe après la fin de la Seconde Guerre mondiale à Munich en Bavière. Entre 1925 et 1954, il était un des chefs du mouvement indépendantiste géorgien, Tetri Guiorgui (თეთრი გიორგი). Il est enterré au carré géorgien du cimetière de Leuville-sur-Orge en France.
En 2013 le président géorgien Mikheil Saakachvili décerne le titre et l’ordre de héros de la Géorgie à titre posthume.

## Travaux
Les travaux de Cereteli portent essentiellement sur la Géorgie et généralement sur l'histoire du Caucase. Il publie à Tiflis une analyse comparative (en géorgien) en 1912 entre les Sumériens et les Géorgiens qui est publiée en anglais à Londres (1913-1916) dans le Journal of the Royal Asiatic Society. Ensuite il fait paraître des études historiques en allemand, notamment sur le problème des races dans le Caucase. Il publie sa traduction en allemand du poème national géorgien, Le Chevalier à la peau de panthère de Chota Roustavéli, en 1955.

## Publications
- (en) Sumerian and Georgian: a study in comparative philology // JRAS, 1913-1916 — № 45-48.
- (de) Georgien und der Weltkrieg, Potsdam, 1915 (2e éd. Weimar: Kiepenheuer, 1916; traduction anglaise : Georgia and the War, Zürich: Orient Publishing Company, 1916).
- (fr) La Géorgie et la guerre actuelle, Zürich: Orient-Verl., 1915 (2-е издание — Lausanne: Libraire Nouvelle, 1917).
- (de) Rassen- und Kulturprobleme des Kaukasus // Osteuropäische Zukunft, 1916 — no 3-5, p. 38-40, 57-59, 75-78.
- (de) Rassen- und Kulturprobleme des Kaukasus // Berlin: Welt-Verlag, 1916.
- (fr) Les droits du peuple géorgien: rapport présenté au IIIe congrès de l'Union des Nationalités tenu à Lausanne au mois de juin 1916, Lausanne: Union des Nationalités, 1916.
- (de) Die Befreiung Polens und das Nationalitätenprinzip bei den Zentralmächten und bei der Entente, Berne, éd F. Wyss, 1917.
- (de) Die Rechte Georgiens, Berlin: Der neue Orient, 1917.
- (ka) Gilgamesiani. Babilonusi eposi, Constantinople, 1924.
- (de) Die neuen ḫaldischen Inschriften König Sardurs von Urarṭu (um 750 v. Chr.): Ein Beitrag zur Entzifferung des Ḫaldischen, Heidelberg, éd. C. Winter, 1928.
- (fr) Études ourartéennes, Paris, éd. Presses Universitaires de France, 1953-1959.
- (de) Das Leben des Könige Dawith (Dawith II. 1089-1125)// Bedi Kartlisa (Revue de kartvélologie), 1957 — no 2-3, p. 45–73.
- (de) Das Sumerische und das Georgische // BK, 1959 — no 32-33 (étude publiée d'abord en géorgien en 1912).